# Physoconops sepulchralis
Physoconops sepulchralis är en tvåvingeart som först beskrevs av Enrico Adelelmo Brunetti 1912.  Physoconops sepulchralis ingår i släktet Physoconops och familjen stekelflugor. Inga underarter finns listade i Catalogue of Life.